# Euro-Asia Air International
Euro-Asia Air International is een Kazachse luchtvaartmaatschappij met haar thuisbasis in Almaty.

## Geschiedenis
Euro-Asia Air International is opgericht in 1997.

## Vloot
De vloot van Euro-Asia Air International bestaat uit:(feb.2007)
- 1 Yakolev Yak-40()
- 2 Yakolev Yak-40K